# Komordag
Komordag är ett berg i Armenien. Det ligger i den nordvästra delen av landet, 70 kilometer norr om huvudstaden Jerevan. Toppen på Komordag är 2 743 meter över havet, eller 616 meter över den omgivande terrängen. Bredden vid basen är 21,5 km.
Terrängen runt Komordag är huvudsakligen kuperad. Komordag ligger uppe på en höjd som går i öst-västlig riktning. Närmaste större samhälle är Spitak, 10,1 kilometer norr om Komordag.
Trakten runt Komordag består i huvudsak av gräsmarker. Runt Komordag är det ganska tätbefolkat, med 60 invånare per kvadratkilometer.